# Мартелло, Пьер Якопо
Пьер Якопо Мартелло (итал. Pier Jacopo Martello, 28 апреля 1665, Болонья — 10 мая 1727, Болонья) — итальянский поэт и драматург.

## Биография
Драматургическое и поэтическое наследие Пьера Якопо Мартелло состоит из большого числа работ — трагедий, комедий, фарсов, поэмы, сонетов и других произведений. Пытаясь восстановить традиции итальянской трагедии, и опираясь на работы французского классицизма, Мартелло подготовил основу для драматургии итальянского Просвещения.
Мартелло создал так называемый мартеллианский стих (итальянский александрийский стих, четырнадцатисложные стихи, рифмующиеся попарно), не прижившийся в трагедиях, но использовавшийся в дальнейшем в итальянских комедиях. За свою тяжеловесность мартеллианский стих был осмеян в комедии «Любовь к трем апельсинам» Карло Гоцци:

Челио

(выходя стремительно, Моргане)

Злодейка-фея, я узнал все твои обманы; но Плутон мне поможет. Подлая ведьма! Проклятая колдунья!

Моргана

Что это за разговор, шарлатанский маг? Не задевай меня, а не то я задам тебе головомойку в мартеллианских стихах и заставлю тебя умереть от зевоты.

Челио

Мне, дерзкая ведьма? Я отплачу тебе той же монетой! Вызываю тебя на поединок в мартеллианских стихах.
Одним из первых Мартелло написал трагедию на китайский сюжет («Тайминджи»). «Чихание Геркулеса» — его фантастическая комедия для постановки в кукольном театре, совмещающая литературную пародию с элементами «социальной и антиклерикальной сатиры». Помимо произведений для постановок Мартелло оставил большое наследие из комедий и фарсов для чтения.

## Выборочная библиография
Трагедии
- «Квинт Фабий» («Quinto Fabio»)
- «М. Т. Цицерон» («M. T. Cicerone»)
- «Смерть Нерона» («La morte di Nerone»)
- «Эдип тиран» («Edipo tiranno»)
- «Алкеста» («Alceste», 1709)
- «Ифигения в Тавриде» («Ifigenia in Tauris», 1709)
- «Сизара» («Sisara»)
- «Рахиль» («Rachele»)
- «Тайминджи» («Taimingi»)

Комедии
- «Фемиа, изрекающий приговоры» («Femia sentenziato»)
- «Что за безумцы!» («Che bei pazzi!»)
- «Изруганный Еврипид» («Euripide lacerato»)
- «Отомщенная рифма» («La rima vendicata»)
- «Чихание Геркулеса» («La starnuto d’Ercole»)

Другие произведения
- Сборник сонетов («Canzoniere», 1710)
- Книга сатир «Секретарь Клитернале…» («Il secretario Cliternale…», 1717)
- Поэма в октавах «Очи Иисуса» («Gli occhi di Gesù», 1707)
- Эпопея «Карл Великий» («Carlo Magno») (незакончена)
- «Обманщик, диалог о древней и новой трагедии» («L’impostore, dialogo sopra la tragedia antica e moderna», 1714)
- «О древней и новой трагедии» («Delia tragedia antica e moderna», 1715)
- «Итальянский парижанин» («Il parigino italiano», 1719)